# Emilio Caraffa
Emilio Caraffa (San Fernando del Valle de Catamarca, 17 de diciembre de 1862- La Cumbre, Córdoba, 22 de mayo de 1939) fue un pintor argentino nacido en Catamarca y con trayectoria en la provincia de Córdoba. En Rosario estudió con el pintor Pedro Blanqué y en la ciudad de Buenos Aires en la Sociedad Estímulo de Bellas Artes.
En 1885 se trasladó a Italia y luego a España, donde completa su formación, durante 6 años. Indagó el arte italiano en Nápoles  y en Roma. Posteriormente viajó a España y repite su cometido.
Llegó a la ciudad argentina de Córdoba  en 1895 y abre la "Escuela de Pintura-Copia del Natural" que es la misma que hoy se denomina, "Academia Provincial de Bellas Artes Dr. José Figueroa Alcorta".

Su producción comprende cuadros de temática religiosa, histórica y de género. Entre sus trabajos merecen citarse "El obispo", "El paso del río Paraná  por el general Justo José de Urquiza", "Vendedor cumbreño" y "Una parada de carretas en las cercanías de Córdoba".
.
Fue un retratista  eximio y un acuarelista consumado.
En Córdoba embelleció el interior de la Catedral pintando algunas figuras, además de "La Gloria del Cielo" en la bóveda central.
También es obra suya la pintura del plafond de la sala principal del Museo Genaro Pérez.

Nos dejó sus pinceladas jugosas, sus acuarelas densas, sus dibujos filigranados y sus claroscuros grabados.Vivió sus últimos años en La Cumbre y Falleció a causa de un síncope cardíaco el 22 de mayo de 1939 a la edad de  76 años.

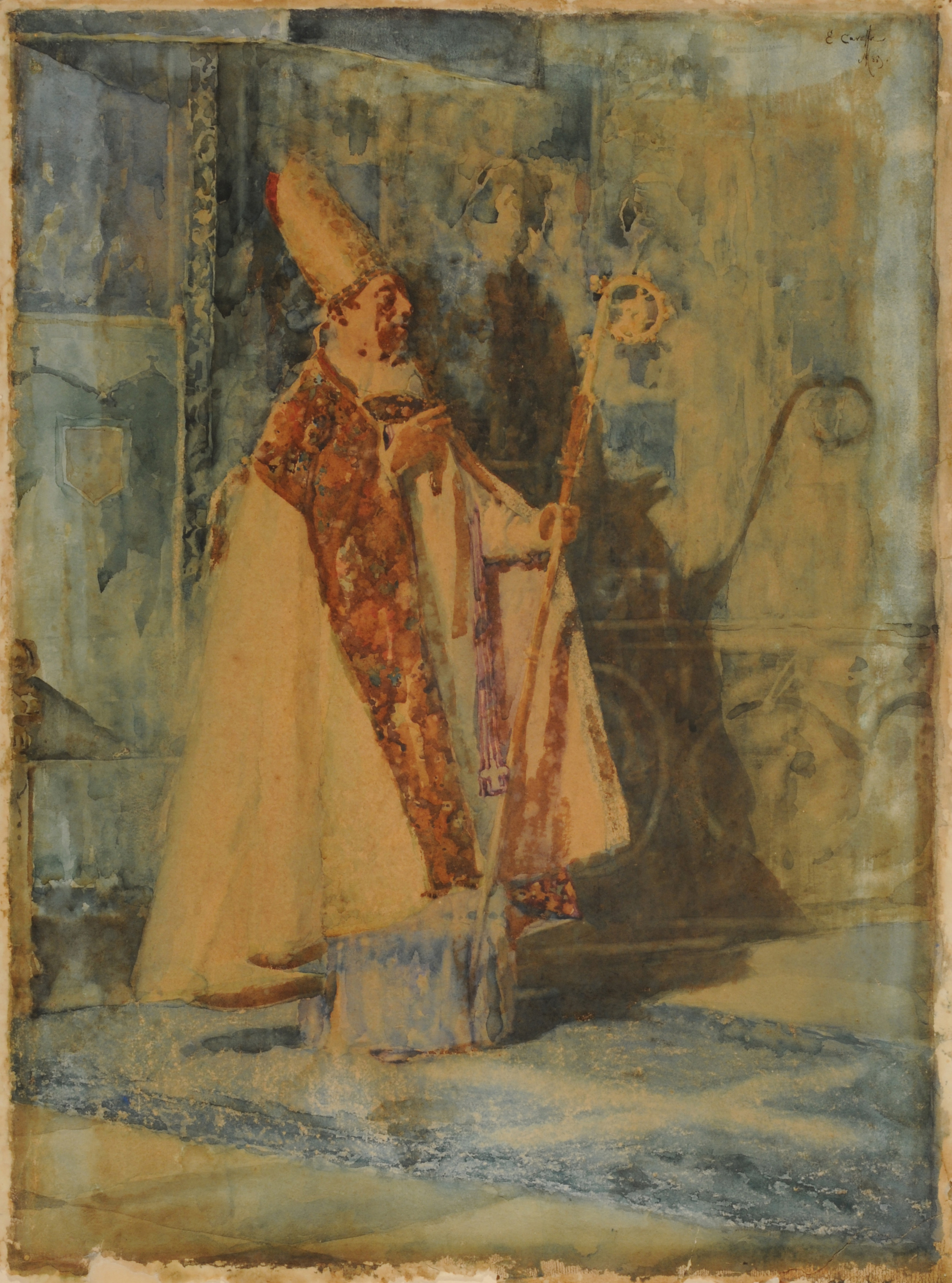
El Obispo - Emilio Caraffa